# Drepanosticta philippa
Drepanosticta philippa är en trollsländeart som beskrevs av Maurits Anne Lieftinck 1961. Drepanosticta philippa ingår i släktet Drepanosticta och familjen Platystictidae. Inga underarter finns listade i Catalogue of Life.